# Talmadge (Maine)
Talmadge es un pueblo ubicado en el condado de Washington en el estado estadounidense de Maine. En el Censo de 2010 tenía una población de 64 habitantes y una densidad poblacional de 0,63 personas por km².

## Geografía
Talmadge se encuentra ubicado en las coordenadas 45°20′17″N 67°46′18″O / 45.33806, -67.77167. Según la Oficina del Censo de los Estados Unidos, Talmadge tiene una superficie total de 101.16 km², de la cual 97.9 km² corresponden a tierra firme y (3.22%) 3.26 km² es agua.

## Demografía
Según el censo de 2010, había 64 personas residiendo en Talmadge. La densidad de población era de 0,63 hab./km². De los 64 habitantes, Talmadge estaba compuesto por el 100% blancos, el 0% eran afroamericanos, el 0% eran amerindios, el 0% eran asiáticos, el 0% eran isleños del Pacífico, el 0% eran de otras razas y el 0% pertenecían a dos o más razas. Del total de la población el 0% eran hispanos o latinos de cualquier raza.